# Grand Imperial Porter

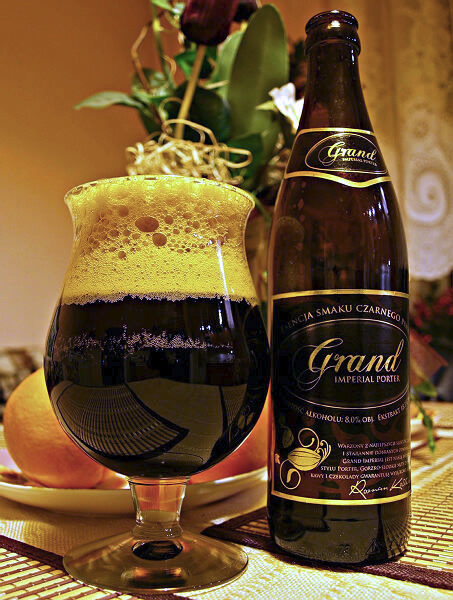
Grand Imperial Porter

Grand Imperial Porter – piwo dolnej fermentacji typu porter bałtycki, warzone przez browar Amber. Piwo zawiera 18,1% ekstraktu oraz 8,0% alkoholu. Warzone jest ze słodów jęczmiennych jasnych i ciemnych prażonych, nadających piwu niemal czarną barwę oraz lekko czekoladowy charakter. Dodatek chmielu goryczkowego i aromatycznego wzmacnia i uszlachetnia goryczkę. Grand Imperial Porter po raz pierwszy rozlany został 11 marca 2008 r. 

## Wyróżnienia i nagrody
- 2010: Tytuł Piwo Roku przyznany przez Bractwo Piwne[1]
- 2010: I miejsce w plebiscycie portalu Browar.biz w kategorii "Portery"[2]
- 2009: II miejsce w kategorii Piwo Roku w plebiscycie portalu Browar.biz[3]
- 2009: I miejsce w plebiscycie portalu Browar.biz w kategorii "Portery"[3]
- 2008: I miejsce w kategorii "Portery" w II Gwiazdkowej Degustacji Porterów i Stoutów w Moskwie (2-я Рождественская дегустация портеров и стаутов)[4]
- 2008: I miejsce w plebiscycie portalu Browar.biz w kategorii "Portery"[5]
- 2008: tytuł Debiut Roku w konkursie portalu internetowego Browar.biz[6]